# Vassieux-en-Vercors
Vassieux-en-Vercors is een gemeente in het Franse departement Drôme (regio Auvergne-Rhône-Alpes) en telt 344 inwoners (2005). De plaats maakt deel uit van het arrondissement Die.

## Geografie
De oppervlakte van Vassieux-en-Vercors bedraagt 47,2 km², de bevolkingsdichtheid is 7,3 inwoners per km².

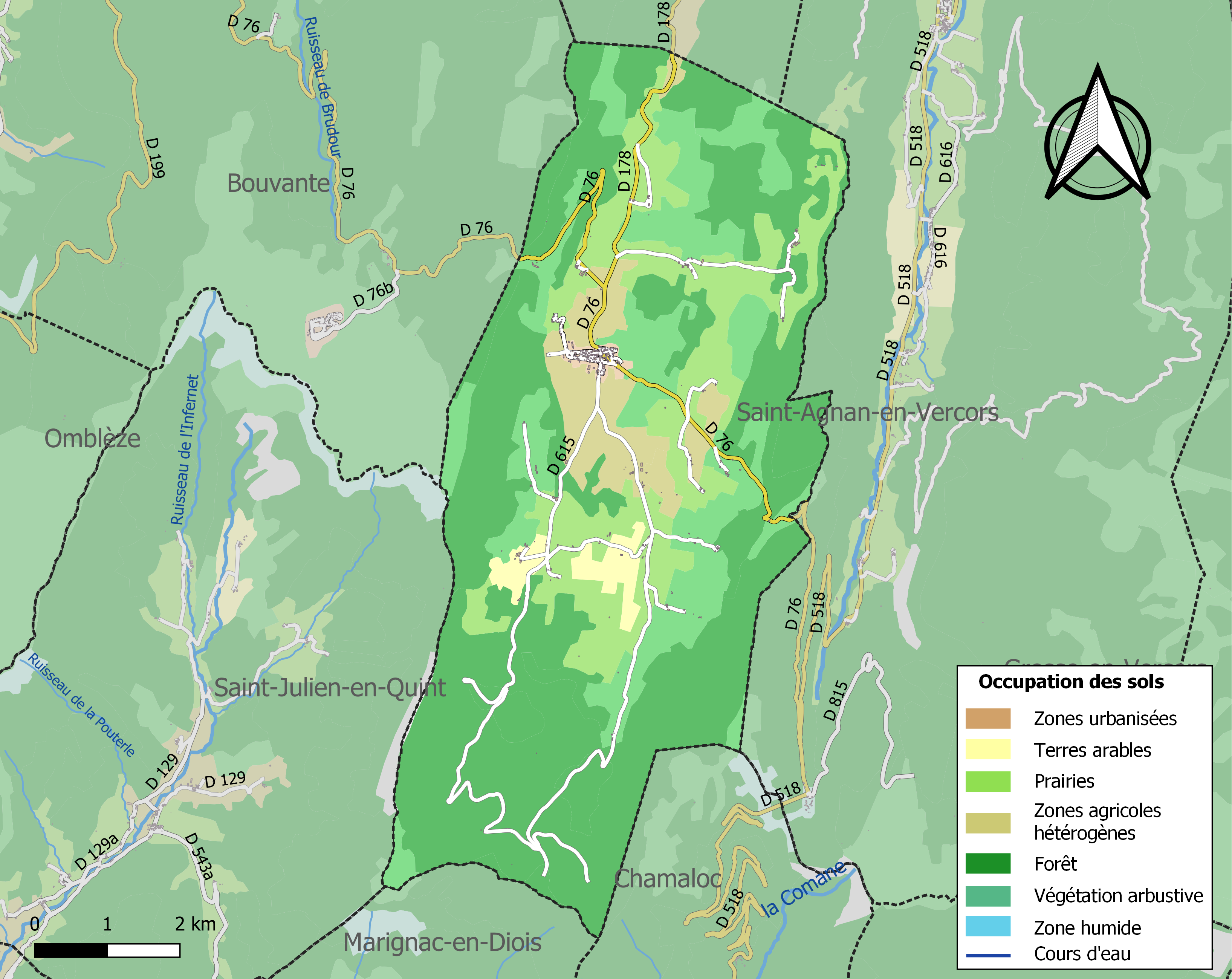
Kaart van de gemeente met belangrijkste infrastructuur, bodemgebruik en omliggende gemeenten

## Geschiedenis

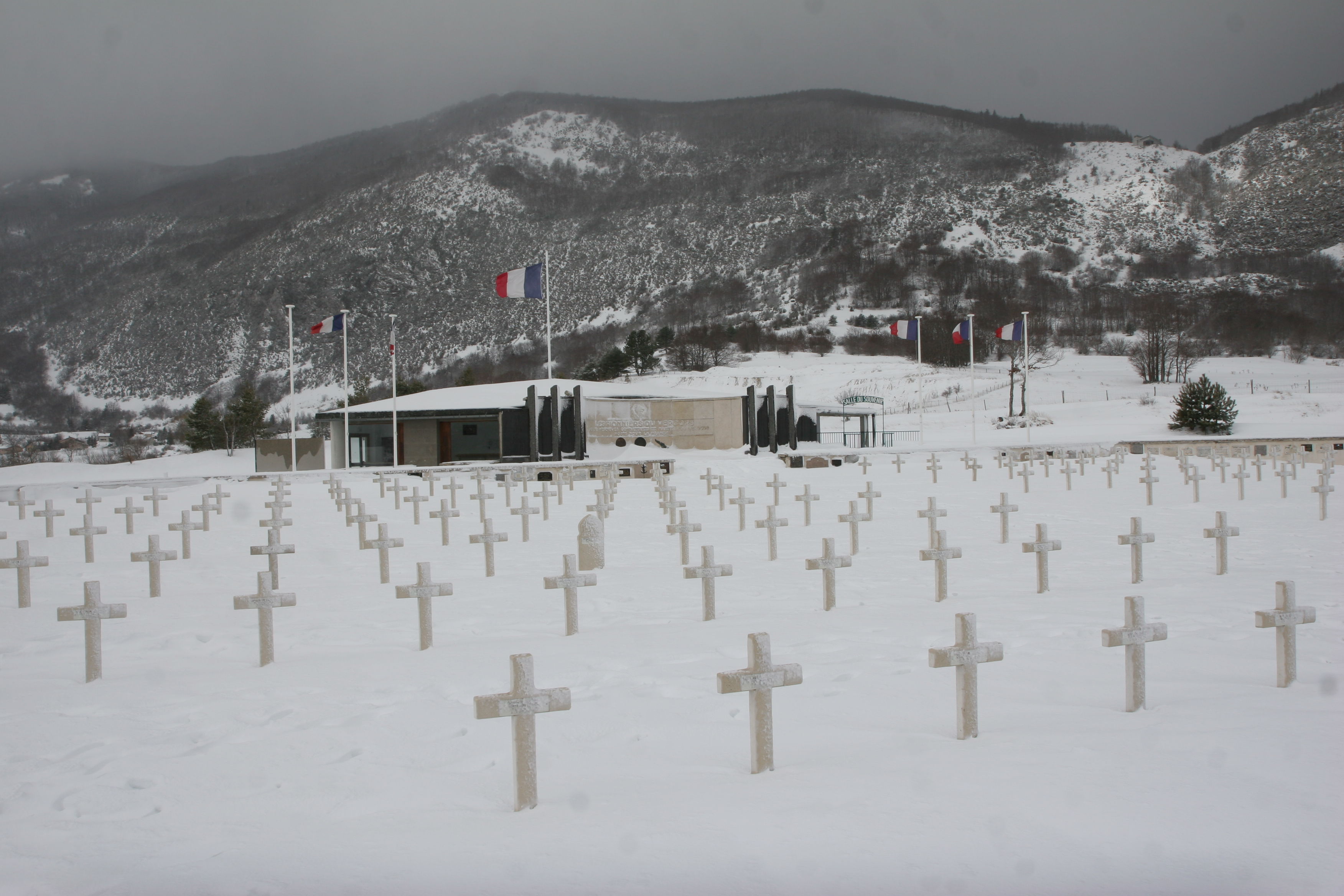
Begraaf- en herdenkingsplaats

Vassieux-en-Vercors is de thuis van enkele prehistorische sites en heeft een museum van de prehistorie dat werd gebouwd in mei 1970.
Voor het belang van de gemeente voor het Frans verzet in de Tweede Wereldoorlog kreeg het de Ordre de la Libération (de Orde van de Bevrijding). Een gedenkteken werd geplaatst bij de begraafplaats de berg de Chau om de wrede gebeurtenissen te herinneren tijdens de Tweede Wereldoorlog, waar de slachtoffers van de Duitse slachting uit juli 1944 begraven zijn.

## Demografie
Onderstaande figuur toont het verloop van het inwonertal (bron: INSEE-tellingen).